# Ernyősvirágzatúak
Az ernyősvirágzatúak (Apiales) a valódi kétszikűek asterids kládjába tartozó növényrend. Fák, liánok és lágyszárú növények tartoznak ide. A rend jól ismert képviselői közé tartozik a sárgarépa, a zeller, a petrezselyem és a borostyán.

## Jellemzők
A rendre jellemző a szabad szirmú párta, ami másodlagosan alakul ki az eredetileg teljes gyűrűt alkotó levélkezdeményből (primordiumból). A virágok általában kicsik, négykörösek, körönként többnyire négy- vagy öttagúak. A porzók szabadok, a csésze csökevényes vagy korán lehullik. A virágzat gyakran összetett; rendszerint ernyő vagy fejecske. Az zellerféléken kívül a többi családban a fás szár dominál. Leveleik leginkább összetett vagy erősen tagolt levelek, gyakran feltűnően kiszélesedő levélnyéllel. A bibe töve korongszerűen kiszélesedik (bibevánkos), vagy mézfejtő gyűrű (diszkusz) alakul ki.
Az alsó állású magház a legtöbbször két termőlevélből alakult, amelyek mindegyikén egy-egy lecsüngő magkezdemény van. A virágzat alján gyakran gallérszerű murvalevélörv nő. 
Általában fűszeres illatúak:
- illóolajokat,
- gyantákat,
- mézgákat,
- triterpén-szaponinokat,
- kumarinszármazékokat,
- poliacetilén-vegyületeket tartalmazhatnak.

## Rendszerezés
A Cronquist-rendszer csak az Apiaceae és Araliaceae családokat sorolta ide, és a rendet a Rosidae csoportba sorolta az Asteridae helyett. A Pittosporaceae családot a Rosales rend tagjaként írta le, a többit pedig a Cornaceae család tagjaként.
Az APG III-rendszerben a korábban ide sorolt Mackinlayaceae (az Apiaceae Mackinlayoideae alcsaládjába került) és Melanophyllaceae családokat megszüntették; utóbbi család a szintén megszüntetett Aralidiaceae-vel a kibővített Torricelliaceae részét képezi.